# أورنج بارك
اورنج بارك (بالإنجليزية: Orange Park)‏ هي مدينة أمريكية تقع في ولاية فلوريدا. تبلغ مساحة هذه المدينة 14.4 (كم²)،ويبلغ عدد سكانها 8412 نسمة حسب إحصاء سنة 2010 م 8412.تشير إحصاءات سنة 2000م بأن الكثافة السكانية في هذه المدينة تقدر بـ(6011.9) نسمة/كم2 

## أعلام
- إد رينولدز
- ميشيل بوسويل
- غاري لويس
- بيلي باتلر
- أدريان وايت